# Kickxia corallicola
Kickxia corallicola är en grobladsväxtart som beskrevs av David A. Sutton. Kickxia corallicola ingår i släktet spjutsporrar, och familjen grobladsväxter. Inga underarter finns listade i Catalogue of Life.